# Janis (pel·lícula)
Janis és un pel·lícula documental nord-americà-canadenc de 1974 sobre el cantant de rock Janis Joplin. La pel·lícula va ser dirigida per Howard Alk amb molta ajuda de Albert Grossman, el mànager de Joplin. Estava disponible en videocasset als Estats Units als anys 80 i 90, però només s'han publicat versions en DVD a França, Bèlgica i Holanda. A finals de 2011, es va afegir a la col·lecció de pel·lícules de Hulu per a la seva visualització en línia. Part de la banda sonora de la pel·lícula s'inclou a l'àlbum de 1975 Janis.
La pel·lícula consta completament d'imatges d'arxiu de Joplin. Inclou assajos, la seva aparició el 25 de juny de 1970 a The Dick Cavett Show, imatges de la seva actuació a Woodstock el 1969 (ballant amb el saxofonista de la seva banda durant una pausa instrumental), i un altre segment de televisió gravat en blanc i negre l'abril de 1967 abans que es fes famosa.
Es dedica gran part del temps de pantalla a la gira europea de Joplin de 1969, inclosa una entrevista amb Joplin durant la seva estada a Estocolm i la reacció extàtica d'una fanàtica femenina a Frankfurt quan veu Joplin per la finestra del seu autobús de gira abans que comenci el concert. (El fan nord-americà, que revela davant la càmera que és la dona d'un oficial de l'exèrcit dels Estats Units estacionat a Alemanya, es veu més tard amb diversos joves alemanys ballant a l'escenari amb Joplin.)
Laura Joplin, la germana petita de l'estrella que va contribuir a l'exitosa obra de teatre off-Broadway Love, Janis (que estava basada en el llibre homònim de Laura), es veu i sent parlar amb Janis en imatges de notícies de televisió de la reunió de deu anys de la classe de Thomas Jefferson High School de 1960. Janis s'havia graduat amb la classe de 1960 d'aquesta escola secundària a Port Arthur (Texas). La reunió, en la qual va oferir una llarga conferència de premsa que s'inclou a la pel·lícula, va tenir lloc l'agost de 1970 a l'hotel Goodhue de Port Arthur. L'hotel va ser enderrocat l'any 1990.
Tot i que 1974 apareix com l'any de l'estrena de la pel·lícula als cinemes i el seu any de drets d'autor, una ressenya del Washington Post indica que els espectadors de la zona de DC van tenir la seva primera oportunitat de veure-la el març de 1975. El crític del Post Tom Zito va opinar que la manca total de narració de la pel·lícula i la manca de subtítols, amb tot el que es parlava durant la vida de Joplin, la feien tediosa. Va dir que se sentia incòmode perquè no sols els espectadors mai no veure una connexió entre el seu aspecte físic deteriorat i la seva mort, però també que ningú que va treballar a la pel·lícula va comunicar als espectadors que estava morta.
Aquesta pel·lícula segueix sent una font important d'imatges per a documentals bàsics i premium de televisió per cable sobre Joplin, projectes que inclouen narració i entrevistes soundbite amb els que van conèixer Joplin. Quan els documentals inclouen clips de pel·lícules de Joplin a la seva reunió de secundària de 1970, el documental de 1974 Janis n'és la font. Pel·lícula en color d'una eloqüent entrevista amb Joplin a Londres l'any 1969 (a l'aire lliure amb els sons dels motors dels cotxes) també prové de Janis. Aquesta entrevista es va fer molt poc abans o després dels concerts que va fer a l'Albert Hall. Si existeix pel·lícula d'algun dels concerts en si, s'ha quedat en una volta des de 1969.

## Elogis
La pel·lícula va ser nominada al Globus d'Or a la millor pel·lícula documental el 1974, i va ser la guanyadora del Canadian Film Award al Millor documental teatral als 26th Canadian Film Awards el 1975.